# Ole Buck
Ole Buck (født 1. februar 1945 i København) er en dansk komponist.
Buck begyndte at komponere allerede i skolen. Han gik i skole på Sankt Annæ Gymnasium med det berømte Københavns drengekor. Fra 12 års alderen fik han regelmæssig undervisning i klaver.
Hans første kompositionsforsøg var fortrinsvis orkestermusik, og han viste fra tid til anden sine partiturer til dirigenter, som opmuntrede ham til at fortsætte med at studere musik. Han forlod skolen i en alder af 17 og kontaktede derpå ældre og mere erfarne komponister som Per Nørgård og Pelle Gudmundsen-Holmgreen med henblik på at få deres vejledning. Snart var han med i en gruppe af unge komponister som mødtes en gang om ugen i København og diskuterede moderne musik og lyttede til og studerede ny musik.
I en alder af 20 fik han sin første komposition opført af Radiosymfoniorkesteret (Kalligrafi for sopran og lille orkester) skrevet over japanske Haiku digte og påvirket af den europæiske modernisme, der var fremherskende på denne tid, men med træk som peger mod den minimalisme, der senere blev et kendetegn for Buck, såsom langsomt gentagede figurer og tonemønstre med begrænset omfang.
På trods den gode modtagelse af dette værk og på trods af anbefalinger fra sine lærere, blev han nægtet optagelse på konservatoriet i København. Der var den opfattelse blandt visse professorer i teorigruppen, at han ikke kunne anses for absolut kvalificeret, ikke mindst da hans opgaver i harmoni og kontrapunkt ikke på nogen måde berettigede til optagelse.
Affæren medførte at de ældre kompositionsstuderende inklusiv deres lærer Per Nørgård forlod konservatoriet i Købehavn i protest og i stedet søgte ind på Det Jyske Musikkonservatorium i Århus. Senere viste det sig så at skulle blive starten på en ny æra der med et blomstrende musikliv med store festivaler og koncerter. Ole Buck flyttede med og tilbragte de næste 5 år i Århus. I 1968, skrev han et lille stykke for fløjte, guitar og cello med titlen Sommertrio, som umiddelbart tiltrak sig en vis opmærksomhed og var med til at begynde en ny retning i dansk kompositionsmusik, den såkaldte ny enkelhed, eller den nye troskyldighed, som en anmelder kaldte det.
Hans stil er præget af en ”poetisk konkretistisk minimalisme”. Konkretistisk, fordi musikken dannes af få toner og enkle regler, poetisk fordi det alligevel lykkes Buck at skabe liv og udvikling med de begrænsede virkemidler. Buck har insisteret på at leve som heltids komponist, hvilket har været en økonomisk belastning, men han nu i nogle år haft en livsvarig ydelse fra Statens Kunstfond.

## Musik
- Calligraphy (sopran og orkester 1964)
- White Flower Music (2 fløjter, 2 klarinetter og trompet 1965)
- Fioriture (fløjte og klaver 1965)
- Ouverture (orkester 1966)
- Signes (blæserkvintet 1967)
- Preludes I-V (orkester 1967)
- Merle (mezzosopran 1967)
- Jan og Maj (cello, fløjte, guitar og stemme 1968)
- Punctuations (orkester 1968)
- Sommertrio (cello, fløjte og guitar 1968)
- Rondels (cembalo 1968)
- Hyperion (strygekvartet 1969)
- Masques (slagtøj 1969)
- Sumer is Icumen in (orgel 1970)
- Granulations (orkester 1971)
- Sonnabend (violin, fløjte, obo og horn 1971)
- Fairies (sopran og orkester 1972)
- Frændeløs (blæserkvintet 1972)
- Kindergarten (violin, fløjte, obo og horn 1972)
- 14 Preludes (fløjte og guitar 1972)
- Pastoraler (orkester 1975)
- Days and Days (violin, bratsch og cello 1976)
- Chamber Music I (kammerensemble 1979)
- Maya (fløjte og slagtøj 1980)
- Canaries (cello, blokfløjte og cembalo981)
- Chamber Music II (kammerensemble 1982)
- Gurre Trio (bratsch, bas og fløjte 1982)
- Pan (fløjte og klaver 1983)
- Petaki (2 piccolofløjter 1983)
- Gymel (blokfløjte og spinet 1983)
- Aquarelles (kammerensemble 1983)
- Ommagio to Antonio Vivaldi (guitar 1984)
- Primavera (bratsch, fløjte og guitar 1984)
- Sonatina (4-hændig klaver 1985)
- Consonante (blokfløjte 1985)
- Flos Florum (2 klaverer 1985)
- Rejang (slagtøj 1986)
- Mana (kor og slagtøj 1987)
- White Flower Music I (orkester 1991)
- Microkosmos (strygekvartet 1991)
- Reyong (orgel og slagtøj 1992)
- Landskaber I (kammerensemble 1992)
- Veryovochkoy (2 accordeon og slagtøj 1993)
- Sonata in two Parts (violin og cello 1993)
- Petite Suite (blokfløjte og guitar1993)
- Landskaber II (kammerensemble 1994)
- Landskaber III kammerensemble
- Landskaber IV (kammerensemble 1995)
- A Tree (kammerensemble 1996)
- Inturno (fløjte, obo, fagot, orgel og cembalo 1996)
- Spring Blossoms (1997)
- Incana (cello, fløjte, obo, slagtøj og klaver 1997)
- Fantasia para dos guitarras (2 guitarer 1999)
- Bartokiana (violin og klaver 2000)
- Juego de dado (guitar 2001)
- Juego de dado I (guitar 2001)
- Mañana (guitar og orkester 2001)
- Flower Ornament Music (2 guitarer 2002)
- Double Mirror (violin og guitar 2003)
- Himalaya (orkester 2004)
- Triumphal March (orgel)
- O Lord God (kor)
- Two Faery Songs (kor)
- Felix Luna (ballet)
- Rivers and Mountains orkester
- Piccolomini (blokfløjte og orkester)
- Songbook (sopran og kammerensemble)
- Carols (obo, klarinet, fagot og saxofon)
- Divertimento (cello, fløjte og guitar)